# Tepatitlán de Morelos (kommun)
Tepatitlán de Morelos är en kommun i Mexiko.   Den ligger i delstaten Jalisco, i den centrala delen av landet, 400 km väster om huvudstaden Mexico City.
Följande samhällen finns i Tepatitlán de Morelos:
- Tepatitlán de Morelos
- Capilla de Guadalupe
- San José de Gracia
- Mezcala
- La Loma
- El Chispeadero
- El Pochote
- Los Sauces Fraccionamiento
- La Mesa del Guitarrero
- Sacamecates
- Los Cerritos
- Buena Vista
- La Red
- El Crucero de Arandas
- Santana de Abajo
- Mazatitlán
- Agua Escondida
- La Mina
- La Mota
- Las Azules
- Los Sauces
- El Bajío de Plascencia
- San Antonio de los Franco
- El Tepetate
- El Cedazo
- Atotonilquillo
- La Ciénega
- La Cebadilla